# Panir
Panir ou paneer est une appellation désignant originellement un fromage indien et pakistanais obtenu à partir de lait de bufflonne. Le panir est un produit important de la cuisine indienne et représente une importante source de protéines animales pour cette population dont une partie significative est végétarienne et fait une consommation habituelle de produits laitiers. Il se consomme tel quel mais entre aussi dans la composition d'un grand nombre de plats chauds.

## Fabrication
Deux types de fromages différents se partagent dorénavant l'appellation « panir » ou « paneer ». La qualité, la saveur, l'origine des laits (bufflonne ou vache) entre la production familiale usuelle dans l'Inde et le Pakistan et celle, nouvelle, découlant de l'agro-industrie canadienne en font des fromages aux qualités organoleptiques très différentes.

### Fabrication dupanirfamilial ordinaire
Au Pakistan et dans l'Inde, c'est du lait cru de bufflonne qui est employé. Le climat tropical dans certaines régions implique une mise en œuvre immédiatement après la traite. Le lait est monté progressivement en température jusqu'à ~90 °C, laissé à refroidir jusqu'à ~70 °C puis du petit-lait aigri ou un acide alimentaire est ajouté pour déclencher la coagulation. Les grumeaux sont récupérés grâce à une étamine, le tout sera suspendu pour égouttage. Après égouttement, le fromage obtenu est pressé et découpé puis refroidi dans de l'eau pour le raffermir.

### Fabrication dupaniragroindustriel
L'industrie (essentiellement canadienne) emploie des laits de vache et des procédés d'obtention sensiblement différents. L'emballage emploie la technique « sous vide » et « sous gaz » pour prolonger la conservation des fromages.

## Utilisation en cuisine
Le panir est utilisé dans le plat pundjabi palak paneer.